# ساهامبالا
ساهامبالا (به لاتین: Sahambala) یک منطقهٔ مسکونی در ماداگاسکار است که در توآماسینا دوم واقع شده‌است. ساهامبالا ۱۵٬۸۵۰ نفر جمعیت دارد و ۵۷ متر بالاتر از سطح دریا واقع شده‌است.